# Sebastián Prieto
Sebastián Prieto (* 19. Mai 1975 in Buenos Aires) ist ein ehemaliger argentinischer Tennisspieler und heutiger -trainer.

## Karriere
Prieto spielte einige Matches auf der Junior-Tour und konnte dort 1993 das Doppel-Halbfinale von Wimbledon erreichen.
Auf der Profi-Tour spezialisierte der Argentinier sich schnell auf das Doppel. Dort kam er auf insgesamt zehn Titelgewinne, davon einen auf der International Series Gold in Stuttgart. Weitere 16 Mal scheiterte er erst im Endspiel. Darüber hinaus gewann er insgesamt 30 Titel auf der zweitklassigen ATP Challenger Tour, davon drei auch im Einzel. Sein größter Erfolg bei Grand-Slam-Turnieren war das Erreichen des Viertelfinals bei den French Open 2003. Seine höchste Einzelplatzierung in der Tennis-Weltrangliste erreichte er im Einzel mit Rang 137 im Mai 1998, im Doppel mit Platz 22 im Juli 2006. Nachdem er 2010 zuletzt regelmäßig auf der Tour gespielt hatte, nahm er seltener an Turnieren teil, ehe er 2012 in São Leopoldo sein letztes Turnier spielte.
Prieto kam ab 1999 in insgesamt drei Begegnungen für die argentinische Davis-Cup-Mannschaft zum Einsatz, wo er eine Bilanz von 1:2 vorweisen kann.
Seit seinem Karriereende arbeitet er auch als Tennistrainer. Er coachte unter anderem Juan Mónaco und Máximo González. Aktuell ist er Trainer von Juan Martín del Potro.

## Erfolge
| Legende (Anzahl der Siege)                           |
| Grand Slam                                           |
| Tennis Masters Cup ATP World Tour Finals             |
| ATP Masters Series ATP World Tour Masters 1000       |
| ATP International Series Gold ATP World Tour 500 (1) |
| ATP International Series ATP World Tour 250 (9)      |
| ATP Challenger Tour (30)                             |

| ATP-Titel nach Belag |
| Hartplatz (0)        |
| Sand (10)            |
| Rasen (0)            |

### Einzel

#### Turniersiege
| Nr. | Datum              | Turnier               | Belag | Finalgegner          | Ergebnis       |
| --- | ------------------ | --------------------- | ----- | -------------------- | -------------- |
| 1.  | 11. Oktober 1998   | Santiago de Chile III | Sand  | Peter Wessels        | 7:5, 6:4       |
| 2.  | 25. September 1999 | Sevilla               | Sand  | Jacobo Díaz          | 4:6, 6:2, 6:1  |
| 3.  | 21. Oktober 2001   | Brasília              | Sand  | Sébastien de Chaunac | 6:4, 4:6, 7:66 |

### Doppel

#### Turniersiege

##### ATP World Tour
| Nr. | Datum              | Turnier               | Belag | Partner          | Finalgegner                           | Ergebnis        |
| --- | ------------------ | --------------------- | ----- | ---------------- | ------------------------------------- | --------------- |
| 1.  | 9. November 1998   | Santiago de Chile (1) | Sand  | Mariano Hood     | Massimo Bertolini Devin Bowen         | 7:6, 6:7, 7:6   |
| 2.  | 4. Oktober 1999    | Palermo               | Sand  | Mariano Hood     | Lan Bale Alberto Martín               | 6:3, 6:1        |
| 3.  | 28. Januar 2001    | Bogotá                | Sand  | Mariano Hood     | Martín Rodríguez André Sá             | 6:2, 6:4        |
| 4.  | 17. Februar 2003   | Buenos Aires (1)      | Sand  | Mariano Hood     | Lucas Arnold Ker David Nalbandian     | 6:2, 6:2        |
| 5.  | 18. Juli 2005      | Stuttgart             | Sand  | José Acasuso     | Mariano Hood Tommy Robredo            | 7:6, 6:3        |
| 6.  | 12. September 2005 | Bukarest              | Sand  | José Acasuso     | Victor Hănescu Andrei Pavel           | 6:3, 4:6, 6:3   |
| 7.  | 30. Januar 2006    | Viña del Mar (2)      | Sand  | José Acasuso     | František Čermák Leoš Friedl          | 7:6, 6:4        |
| 8.  | 19. Februar 2007   | Buenos Aires (2)      | Sand  | Martín García    | Albert Montañés Rubén Ramírez Hidalgo | 6:4, 6:2        |
| 9.  | 2. Februar 2008    | Viña del Mar (3)      | Sand  | José Acasuso     | Máximo González Juan Mónaco           | 6:1, 3:0 aufgg. |
| 10. | 21. Februar 2010   | Buenos Aires (3)      | Sand  | Horacio Zeballos | Simon Greul Peter Luczak              | 7:64, 6:3       |

##### ATP Challenger Tour
| Nr. | Datum              | Turnier              | Belag         | Partner               | Finalgegner                            | Ergebnis          |
| --- | ------------------ | -------------------- | ------------- | --------------------- | -------------------------------------- | ----------------- |
| 1.  | 2. August 1997     | Meran                | Sand          | Mariano Hood          | Cristian Brandi Filippo Messori        | 6:1, 4:6, 7:6     |
| 2.  | 30. August 1997    | Santa Cruz           | Sand          | Mariano Hood          | Egberto Caldas Adriano Ferreira        | 7:6, 4:6, 6:3     |
| 3.  | 11. Oktober 1997   | Lima (1)             | Sand          | Mariano Hood          | Kris Goossens Jimy Szymanski           | 6:2, 6:1          |
| 4.  | 13. Dezember 1997  | Santiago de Chile IV | Sand          | Mariano Hood          | Diego del Río Mariano Puerta           | 7:5, 6:1          |
| 5.  | 8. August 1998     | Posen II             | Sand          | Martín Rodríguez      | Cristian Brandi Márcio Carlsson        | 6:3, 6:4          |
| 6.  | 13. März 1999      | Salinas (1)          | Hartplatz     | Mariano Hood          | Lucas Arnold Ker Daniel Orsanic        | 6:2, 7:6          |
| 7.  | 17. April 1999     | Nizza                | Sand          | Martín Alberto García | Tomáš Cibulec Leoš Friedl              | 7:6, 6:4          |
| 8.  | 12. Juni 1999      | Maia (1)             | Sand          | Mariano Hood          | Emanuel Couto Bernardo Mota            | 6:2, 6:0          |
| 9.  | 28. Oktober 2000   | São Paulo VI         | Sand          | Mariano Hood          | Tomas Behrend Germán Puentes           | 6:3, 7:66         |
| 10. | 28. September 2002 | Maia (2)             | Sand          | Sergio Roitman        | Paul Baccanello Todd Perry             | 6:4, 6:4          |
| 11. | 2. November 2002   | São Paulo (2)        | Sand          | Mariano Hood          | Luis Horna Sergio Roitman              | 6:3, 6:4          |
| 12. | 15. März 2003      | Salinas (2)          | Hartplatz     | Martín Alberto García | Michael Kohlmann Harel Levy            | kampflos          |
| 13. | 29. März 2003      | Barletta             | Sand          | Sergio Roitman        | Massimo Bertolini Giorgio Galimberti   | 6:3, 3:6, 6:3     |
| 14. | 22. Juni 2003      | Braunschweig         | Sand          | Jim Thomas            | Juan Ignacio Carrasco Albert Montañés  | 4:6, 6:1, 6:4     |
| 15. | 16. April 2005     | Bermuda              | Sand          | Jordan Kerr           | Michal Tabara Tomáš Zíb                | kampflos          |
| 16. | 14. Mai 2005       | Prag                 | Sand          | Jordan Kerr           | Travis Parrott Rogier Wassen           | 6:4, 6:3          |
| 17. | 26. November 2005  | Buenos Aires III (1) | Sand          | Lucas Arnold Ker      | Rubén Ramírez Hidalgo Santiago Ventura | 6:0, 6:4          |
| 18. | 20. Oktober 2007   | Andrézieux-Bouthéon  | Hartplatz (i) | Martín Alberto García | José Acasuso Diego Hartfield           | 6:3, 6:1          |
| 19. | 17. November 2007  | Buenos Aires III (2) | Sand          | Marcelo Melo          | Brian Dabul Máximo González            | 6:4, 7:60         |
| 20. | 26. Oktober 2008   | Buenos Aires III (3) | Sand          | Máximo González       | Thomaz Bellucci Rubén Ramírez Hidalgo  | 7:5, 6:3          |
| 21. | 29. November 2008  | Lima (2)             | Sand          | Luis Horna            | Ramón Delgado Júlio Silva              | 6:3, 6:3          |
| 22. | 14. März 2009      | Santiago de Chile    | Sand          | Horacio Zeballos      | Rogério Dutra da Silva Flávio Saretta  | 7:62, 6:2         |
| 23. | 21. März 2009      | Bogotá II            | Sand          | Horacio Zeballos      | Alexander Peya Fernando Vicente        | 4:6, 6:1, [11:9]  |
| 24. | 18. Juli 2009      | Bogotá               | Sand          | Horacio Zeballos      | Marcos Daniel Ricardo Mello            | 6:4, 7:5          |
| 25. | 8. August 2009     | San Marino           | Sand          | Lucas Arnold Ker      | Johan Brunström Jean-Julien Rojer      | 7:64, 2:6, [10:7] |
| 26. | 19. September 2009 | Cali                 | Sand          | Horacio Zeballos      | Ricardo Hocevar João Souza             | 4:6, 6:3, [10:5]  |
| 27. | 9. Januar 2010     | São Paulo            | Hartplatz     | Brian Dabul           | Tomasz Bednarek Mateusz Kowalczyk      | 6:3, 6:3          |

#### Finalteilnahmen
| Nr. | Datum              | Turnier          | Belag | Partner          | Finalgegner                          | Ergebnis         |
| --- | ------------------ | ---------------- | ----- | ---------------- | ------------------------------------ | ---------------- |
| 1.  | 5. August 1996     | San Marino (1)   | Sand  | Mariano Hood     | Pablo Albano Lucas Arnold Ker        | 1:6, 3:6         |
| 2.  | 10. August 1998    | San Marino (2)   | Sand  | Mariano Hood     | Jiří Novák David Rikl                | 4:6, 6:7         |
| 3.  | 12. Februar 2001   | Viña del Mar     | Sand  | Mariano Hood     | Lucas Arnold Ker Tomás Carbonell     | 4:6, 6:2, 3:6    |
| 4.  | 19. Februar 2001   | Buenos Aires (1) | Sand  | Mariano Hood     | Lucas Arnold Ker Tomás Carbonell     | 7:5, 5:7, 6:75   |
| 5.  | 26. April 2004     | Barcelona        | Sand  | Mariano Hood     | Mark Knowles Daniel Nestor           | 6:4, 3:6, 4:6    |
| 6.  | 9. August 2004     | Sopot (1)        | Sand  | Martín García    | František Čermák Leoš Friedl         | 6:2, 2:6, 3:6    |
| 7.  | 7. Februar 2005    | Buenos Aires (2) | Sand  | José Acasuso     | František Čermák Leoš Friedl         | 2:6, 5:7         |
| 8.  | 4. Juli 2005       | Båstad (1)       | Sand  | José Acasuso     | Jonas Björkman Joachim Johansson     | 2:6, 3:6         |
| 9.  | 1. August 2005     | Sopot (2)        | Sand  | Lucas Arnold Ker | Mariusz Fyrstenberg Marcin Matkowski | 6:77, 4:6        |
| 10. | 3. Oktober 2005    | Metz             | Sand  | José Acasuso     | Michaël Llodra Fabrice Santoro       | 2:5, 5:3, 4:54   |
| 11. | 31. Juli 2006      | Sopot (3)        | Sand  | Martín García    | František Čermák Leoš Friedl         | 3:6, 5:7         |
| 12. | 9. April 2007      | Valencia         | Sand  | Yves Allegro     | Wesley Moodie Todd Perry             | 5:7, 5:7         |
| 13. | 29. April 2007     | Estoril          | Sand  | Martín García    | Marcelo Melo André Sá                | 6:3, 2:6, [6:10] |
| 14. | 9. Juli 2007       | Båstad (2)       | Sand  | Martín García    | Simon Aspelin Julian Knowle          | 2:6, 4:6         |
| 15. | 30. Juli 2007      | Sopot (4)        | Sand  | Martín García    | Mariusz Fyrstenberg Marcin Matkowski | 1:6, 1:6         |
| 16. | 10. September 2007 | Bukarest         | Sand  | Martín García    | Oliver Marach Michal Mertiňák        | 6:72, 6:710      |